# 斯特凡·奧斯托亞
斯特凡·奧斯托亞（？年—1418年9月），波士尼亞國王，1398年至1404年、1409年至1418年在位。
1398年，赫沃耶·弗科齊·赫瓦蒂尼奇推翻了波士尼亞女王埃萊娜·格魯巴並將斯特凡·奧斯托亞立為國王。由於斯特凡·奧斯托亞的政策過於親匈牙利，1404年波士尼亞貴族將他的姪子特維科換上了王位。在匈牙利國王西吉斯蒙德的幫助下，斯特凡·奧斯托亞在1409年重新登上王位。